# راب کاگیانو
راب کاگیانو (انگلیسی: Rob Caggiano؛ زادهٔ ۷ نوامبر ۱۹۷۶) موسیقی‌دان، گیتارنواز، و تهیه‌کننده موسیقی اهل ایالات متحده آمریکا است. وی از سال ۱۹۹۶ میلادی تاکنون مشغول فعالیت بوده است.